# Éric III Refilsson
Éric III Refilsson roi de Suède. 
Selon la Saga de Hervor et du roi Heidrekr; Eric Refilsson est le fils du « Roi de la mer »  Refil Björnsson, le second fils de Björn Ier. Il succède à son oncle Éric II Björnsson. La saga précise simplement qu'Éric Refilsson fut « un grand guerrier et un roi puissant ».
Après sa mort, le trône revient aux deux fils de son oncle, Anund II d'Upsal et Björn II, qui règnent conjointement sur la Suède, respectivement d'Upsal et de Haug fondée par le second. 